# Ли Ка Фук
Ли Ка Фук (англ. Lee Kah Fook; род. 1935) — малайский легкоатлет, выступавший в беге на короткие и средние дистанции. Участник летних Олимпийских игр 1956 года.

## Биография
Ли Ка Фук родился в 1935 году.
В 1956 году вошёл в состав сборной Малайи на летних Олимпийских играх в Мельбурне. В беге на 100 метров занял в забеге 1/8 финала 3-е место, показав результат 11,56 секунды и уступив 0,18 секунды попавшему в четвертьфинал со 2-го места Эдмунду Тертону из Тринидада и Тобаго. В беге на 200 метров занял в забеге 1/8 финала последнее, 6-е место с результатом 23,94, уступив 1,97 секунды попавшему в четвертьфинал со 2-го места Хеку Хогану из Австралии. Также был заявлен в эстафете 4х400 метров, но не вышел на старт.

## Личный рекорд
- Бег на 200 метров — 22,4[4]